# Chaetostoma microps
Chaetostoma microps is een straalvinnige vissensoort uit de familie van de harnasmeervallen (Loricariidae). De wetenschappelijke naam van de soort is voor het eerst geldig gepubliceerd in 1864 door Günther.
'Een team Braziliaanse ichtyologen, hebben een bepaalde soort Zuid-Amerikaanse grondzalm geobserveerd die routinematig de schijnbaar onmogelijke prestatie levert een natte, glibberige, 15 meter hogerots achter een waterval op te klimmen,  bericht het tijdschrift Natural History. "De onderzoekers hebben geobserveerd hoe het 4 centimeter lange visje in de snelle zoetwaterrivieren van Espíroto Santo in oostelijk Brazilië de waterval beklimt". Met hun twee paar grote vinnen klampten de grondzalmen zich vast aan rotsen a.d voet van de waterval en bewogen zich centimeter voor centimeter de 15 meter hoge rotswand op, "met sterke zijwaartse bewegingen", terwijl ze regelmatig pauzeerden.
"De wetenschappers denken dat dit gedrag ertoe bijdraagt dat de populaties in het geïsoleerde binnenland in stand blijven", aldus het bericht. Maar grondzalmen zijn niet de enige vissen met bergbeklimmersvaardigheden; andere soorten zijn bijvoorbeeld tropische grondels en Aziatische modderkruipers.